# Алтын дала
Алтын дала (каз. Алтын дала, до 1999 г. — Красный Октябрь) — село в Костанайском районе Костанайской области Казахстана. Входит в состав Жамбылского сельского округа. Находится примерно в 21 км к северо-востоку от центра города Костаная. Код КАТО — 395459200.

## Население
В 1999 году население села составляло 782 человека (400 мужчин и 382 женщины). По данным переписи 2009 года, в селе проживали 883 человека (438 мужчин и 445 женщин).